# Santa María Xoyatla
Santa María Xoyatla är en ort i Mexiko.   Den ligger i kommunen Tepeojuma och delstaten Puebla, i den sydöstra delen av landet, 110 km sydost om huvudstaden Mexico City. Santa María Xoyatla ligger 1 473 meter över havet och antalet invånare är 839.
Terrängen runt Santa María Xoyatla är kuperad åt nordost, men åt sydväst är den platt. Santa María Xoyatla ligger nere i en dal. Runt Santa María Xoyatla är det ganska tätbefolkat, med 65 invånare per kvadratkilometer. Närmaste större samhälle är Atlixco, 17,7 km norr om Santa María Xoyatla. I omgivningarna runt Santa María Xoyatla växer huvudsakligen savannskog.